# Ikhwan
Os Ikhwan  ou Ikhwan man ata'a Allah (Irmãos do Poder de Deus), eram uma milícia religiosa composta por tribos tradicionalmente nómadas,  que formaram uma força militar significativa de Ibn Saud e teriam desempenhado um papel importante em estabelecê-lo como governante da maior parte da Península Arábica no Reino da Arábia Saudita.
Os Ikhwan surgiram por volta de 1902. Eles eram o produto do clero que pretendia desmembrar as tribos beduínas e estabelecê-las em torno dos poços e oásis das populações árabes sedentárias, principalmente dos Najd, sob o argumento de que a vida nómada era incompatível com a estrita conformidade de sua interpretação do Islão. Os recém-islamizados beduínos seriam convertidos de invasores nómadas em soldados do Islão. Os clérigos/professores do Ikhwan foram dedicados à sua ideia de purificação e unificação do Islão, e alguns dos recém-convertidos Ikhwan se rebelaram contra o emir Ibn Saud, acusando-o de frouxidão religiosa. A conquista do Hejaz em 1924 colocou todo o atual estado saudita sob o controle de Ibn Saud. O monarca então entrou em conflito com elementos dos Ikhwan. Ele esmagou o seu poder na Batalha de Sabilla em 1929 ou 1928, após o que a milícia foi reorganizada na Guarda Nacional da Arábia Saudita.